# Tilter
Le Tilter est un véhicule 100 % électrique et entièrement caréné développé par la société SynergEthic. Il entre  dans la catégorie des tricycles inclinables, et vise à faciliter le trajet des commuters des zones urbaines et périurbaines. Il a été présenté pour la première fois au Salon international de l'automobile de Genève de 2011. Sa mise en vente sur le marché est annoncée courant 2013.
Parmi les tricycles inclinables, c'est un « 1F3T », ce qui signifie que la roue unique est à l'avant et que l'inclinaison concerne les trois roues.

## Entreprise SynergEthic
SynergEthic est une société indépendante fondée en 2007 par son dirigeant actuel M. Eric Prosé, installée aux Mureaux, dans le département des Yvelines (France).
La société a reçu l’aide des pouvoirs publics via notamment Oséo (un organisme gouvernemental qui finance les projets innovants) et le Conseil Général des Yvelines dans le cadre d’une aide à la recherche et développement.
Elle est aussi financée par l’Agence française de l’Environnement et de la Maîtrise de l’Energie via le Fonds Démonstrateur de l’ADEME.
Les sociétés turques Brightwell Holdings, Orhan Holding et B Plas se sont aussi associées au projet.

### Caractéristiques techniques

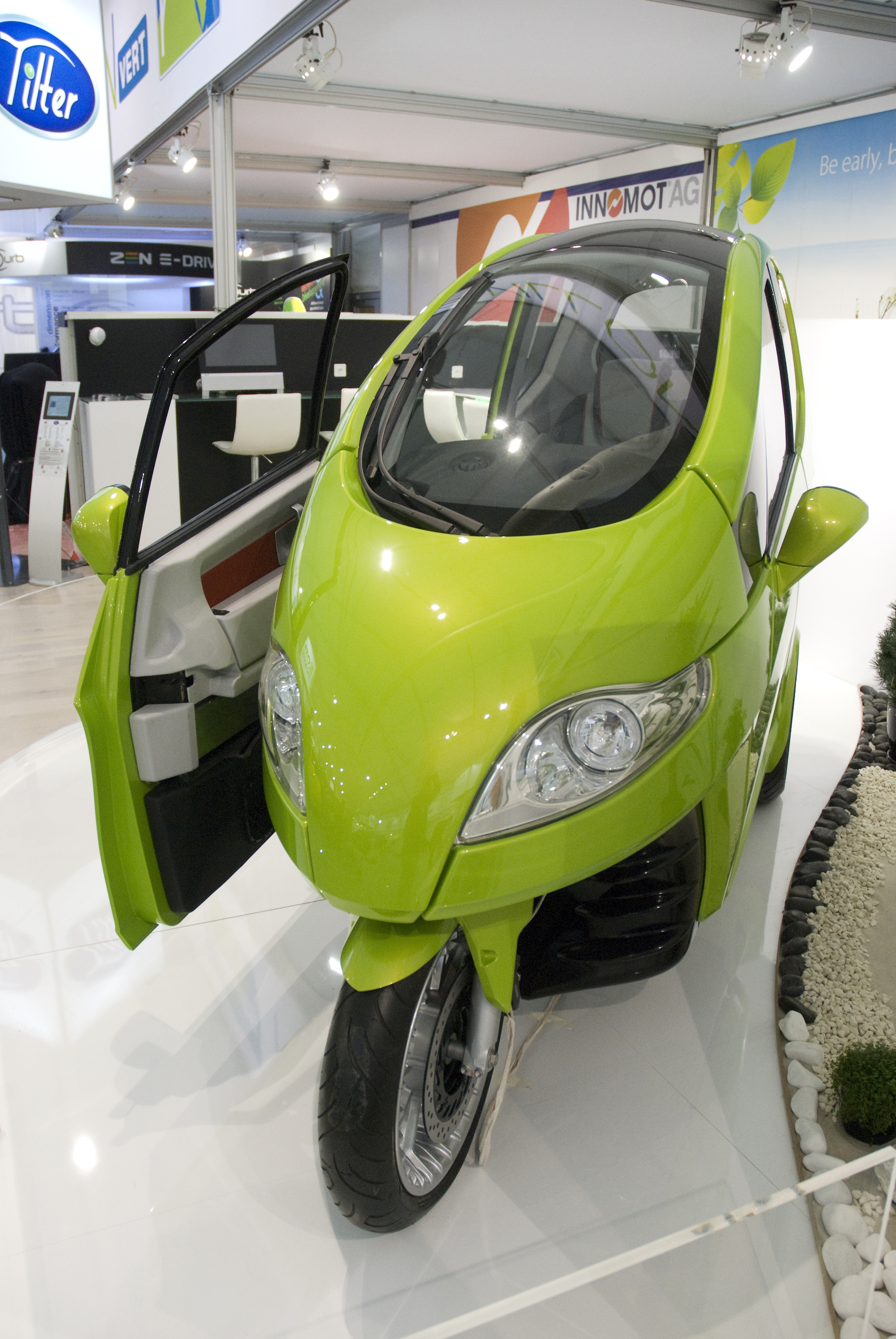
Tilter - front

#### Châssis
- Nombres de portes : 1
- Nombre de places : 2
- Voie AR : 751 mm
- Longueur / largeur / hauteur : 2 530 / 900 / 1 650 mm
- Capacité du coffre avec 1 personne : 220 L
- Poids à vide : 340 kg

#### Motorisation
- Type de moteur : Moteur-roue (sur les deux roues arrière)
- Puissance : 2 × 7,5 kW
- Couple : 2 × 250 N m

#### Batterie et recharge
- Batteries utilisées : batterie lithium fer phosphate
- Capacité : 7,68 kWh
- Tension nominale : 256 volts
- Masse de la batterie : 93 kg
- Temps de charge : 6 h charge complète et 3 h de 20 % à 80 % de la capacité

#### Performances et autonomie
- Vitesse maxi : 110 km/h
- Accélération 0-50 km/h : 4,6 s
- Autonomie : 120 km

### Aspects pratiques

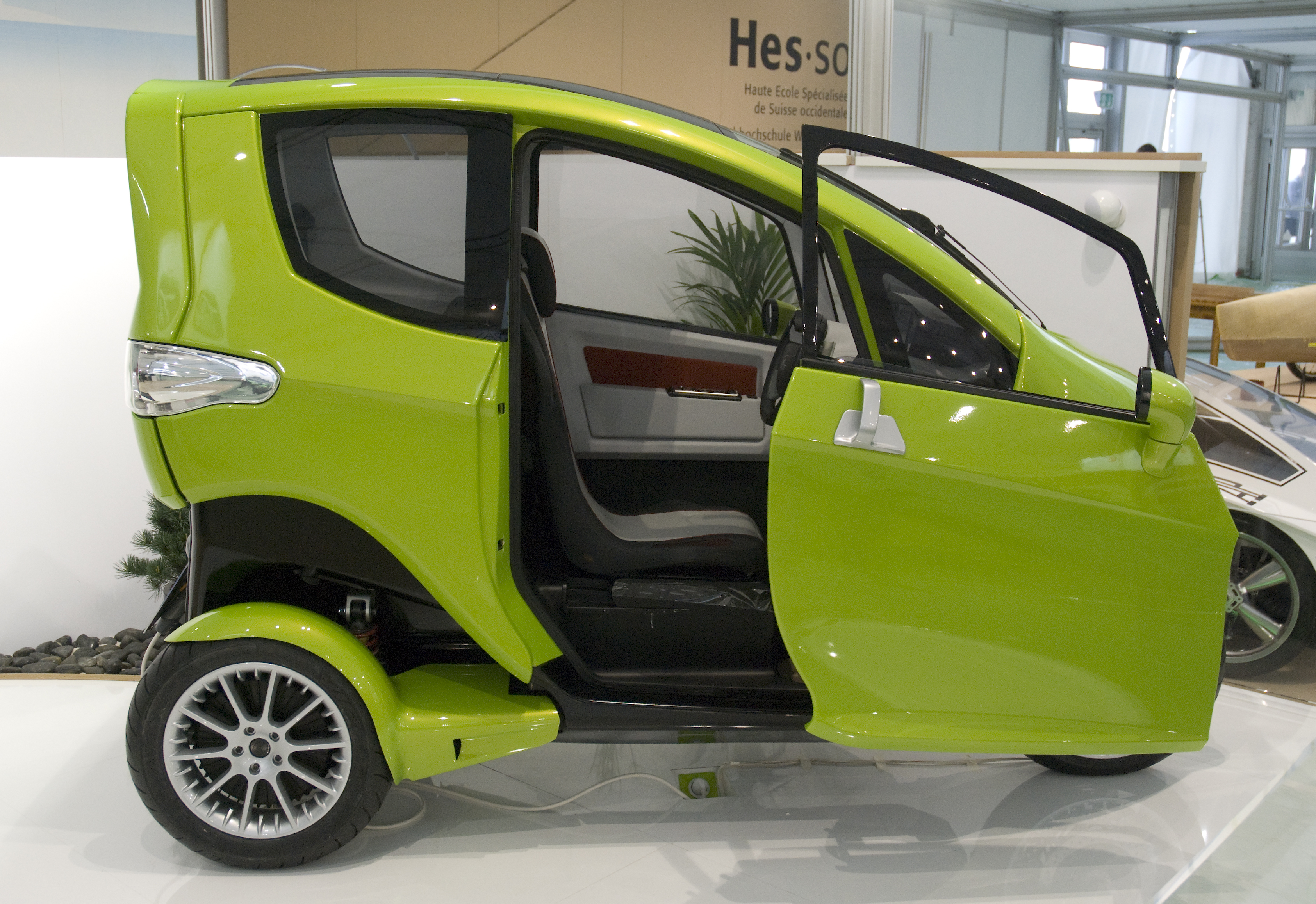
Tilter - right side

#### Sécurité
Dans le cadre de la catégorie européenne L5e des véhicules à trois roues à laquelle appartient le Tilter, aucun crash test n'est imposé.

La société qui le développe annonce des résultats en simulation qui doivent être validés par des crash réels (choc frontal 50 km/h barrière rigide)
- Enfoncement du châssis de 350mm
- Pénétration inférieure à 100mm
- Courbe de décélération des occupants < 35g durant 0,07s

Le Tilter dispose de ceintures de sécurité avant et arrière, le port du casque n’est pas nécessaire.

#### Permis de conduire adapté
Permis moto : Le détenteur d’un permis moto peut conduire le Tilter.
Permis B : Depuis novembre 2010 - l'article R221-7 du code de la route précise que les tricycles à moteur catégorie L5E ne sont plus conductibles de pleins droits avec un permis B, avec effet rétroactif sur tous les permis B en circulation.
Cependant l'article suivant R221-8 maintient ce droit :
- Pour les permis B de plus de 2ans dans le cadre d'une équivalence valable sur le territoire national
- Sous conditions en cas de contrôle des forces de l'ordre d'une présentation d'une attestation de formation de 7h dispensée par un organisme accrédité ou bien d'une attestation de conduite d'un tel véhicule avant le 1er janvier 2011 et prouvée par un relevé d'information délivré par les assureurs

#### Déclinaisons
Plusieurs déclinaisons du Tilter seront prévues tels que l'utilitaire (une place + espace de frêt adaptable) et le véhicule adapté aux personnes handicapées (conduite manuelle, siège amovible).